# Święck-Nowiny
Święck-Nowiny – wieś w Polsce położona w województwie podlaskim, w powiecie wysokomazowieckim, w gminie Wysokie Mazowieckie.
W latach 1975–1998 miejscowość administracyjnie należała do województwa łomżyńskiego.
Wierni kościoła rzymskokatolickiego należą do parafii św. Stanisława Biskupa i Męczennika w Dąbrowie Wielkiej.

## Historia
Skorowidz miejscowości Rzeczypospolitej Polskiej, opracowany na podstawie Pierwszego Powszechnego Spisu Ludności z dnia 30 września 1921 r. nie wymienia tej miejscowości. Na mapie z lat trzydziestych XX w. wyszczególniono w tym miejscu grupę 15 domów.
Wieś najpewniej powstała w wyniku parcelacji ziemi dworskiej około roku 1925. Zabudowa wsi jest typowo kolonijna.